# Protestantse kerk van Zeigerheim
De Protestantse Kerk (Duits: Evangelische Dorfkirche) van Zeigerheim is een weerkerk  in Zeigerheim, een stadsdeel van de Duitse plaats Bad Blankenburg, (Thüringen).

## Geschiedenis
Het kerkgebouw werd in 1396 door ver- en nieuwbouw voltooid, waarbij de nog bruikbare bouwdelen van de voorgangerkerk in de nieuwbouw aangepast en geïntegreerd werden. Later volgden aan de kerk nog meer veranderingen. 
Het laatgotische houtgesneden altaar dateert uit de 15e eeuw. Het sacramentshuis uit het jaar 1428 bleef behouden, zoals ook de piscina en het oude houten tongewelf. Ook de galerijen, die beschilderd werden met Bijbelse voorstellingen, zijn tegenwoordig nog te bezichtigen. 
Het oude orgel uit de 19e eeuw werd door Adam Eifert uit Stadtilm gebouwd.
Het uurwerk in de toren dateert uit het jaar 1797. De twee luidklokken werden in 1917 voor oorlogsdoeleinden omgesmolten.

## Afbeeldingen

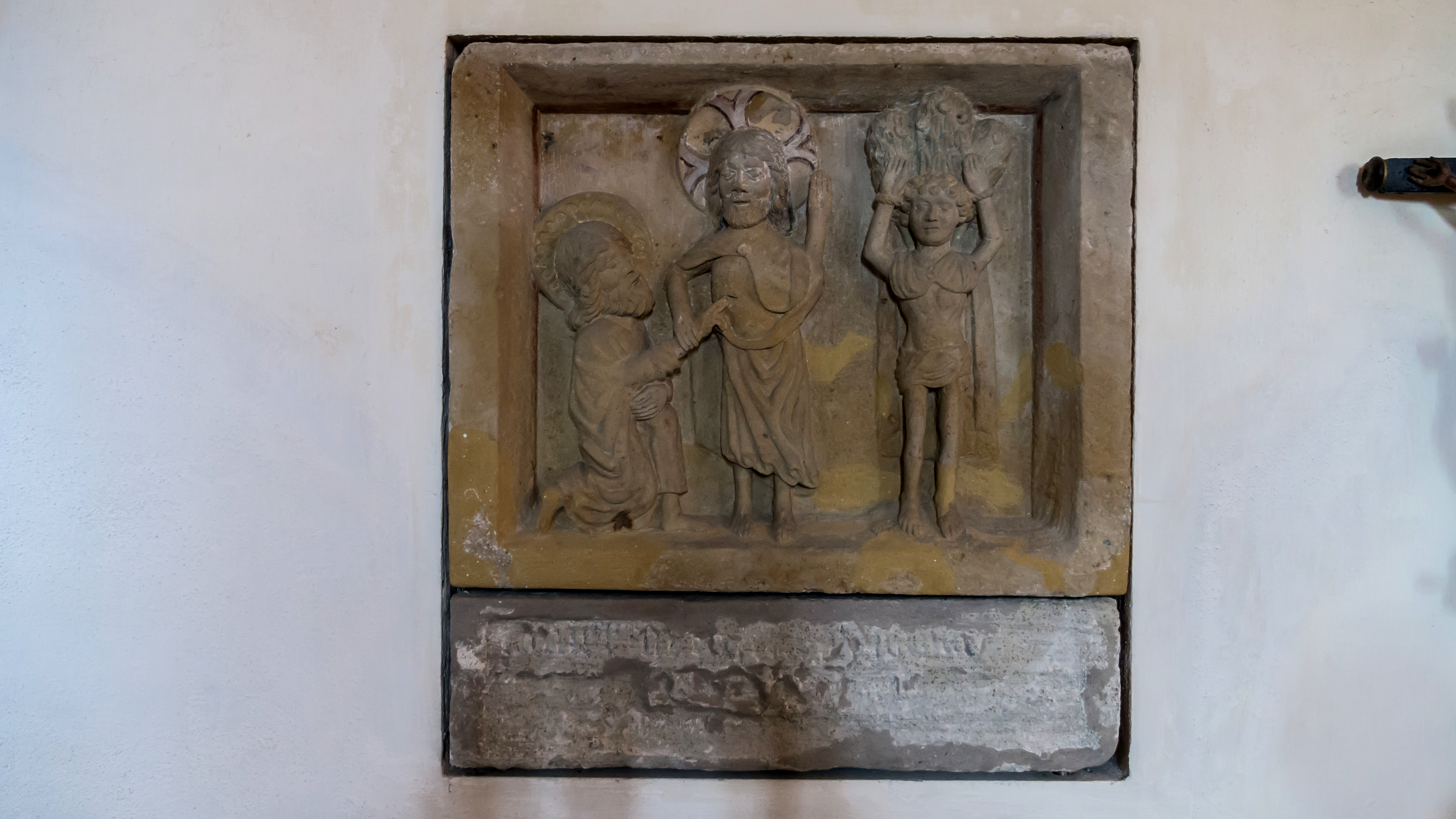
Reliëf
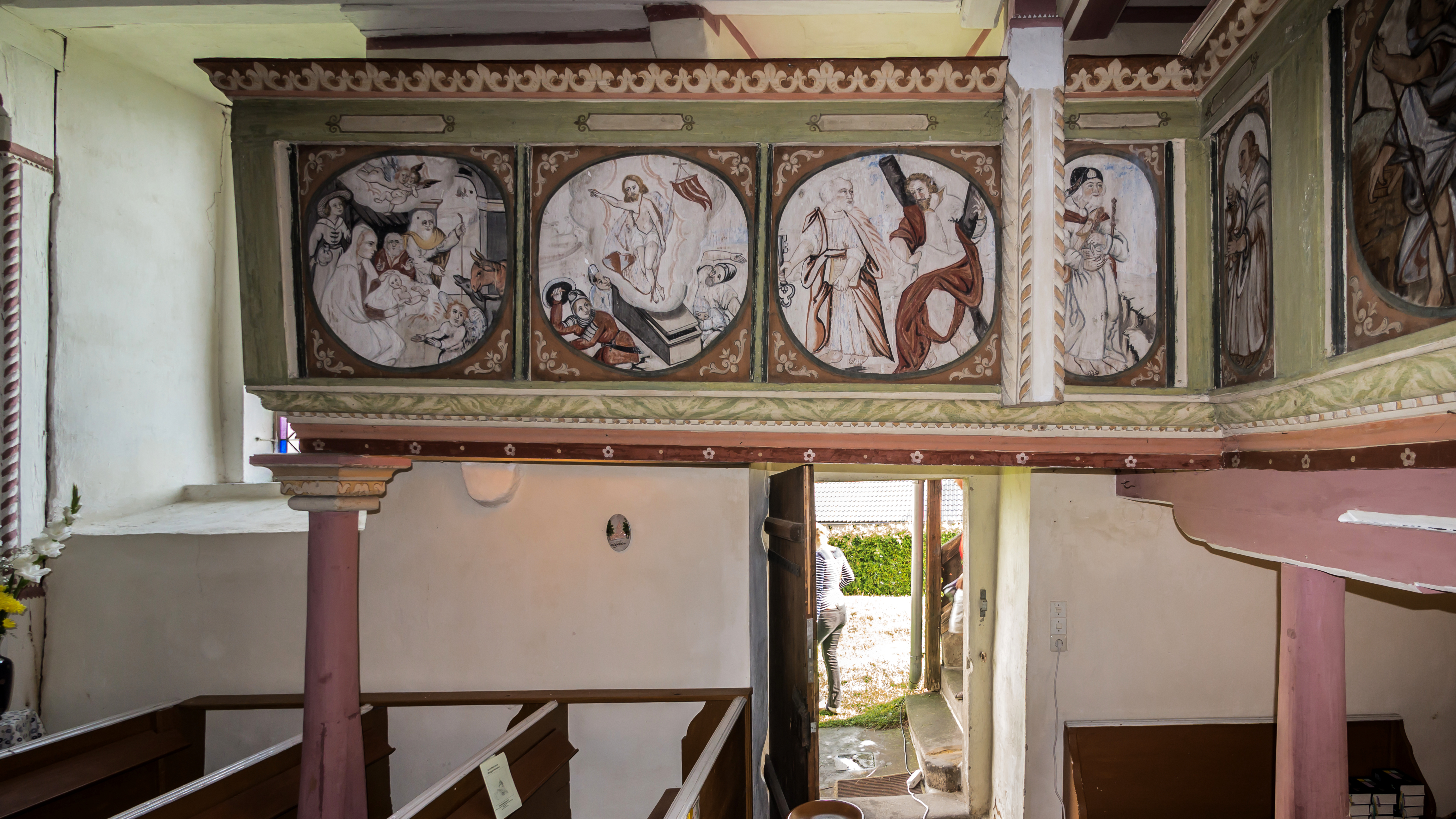
Detail van de galerijen
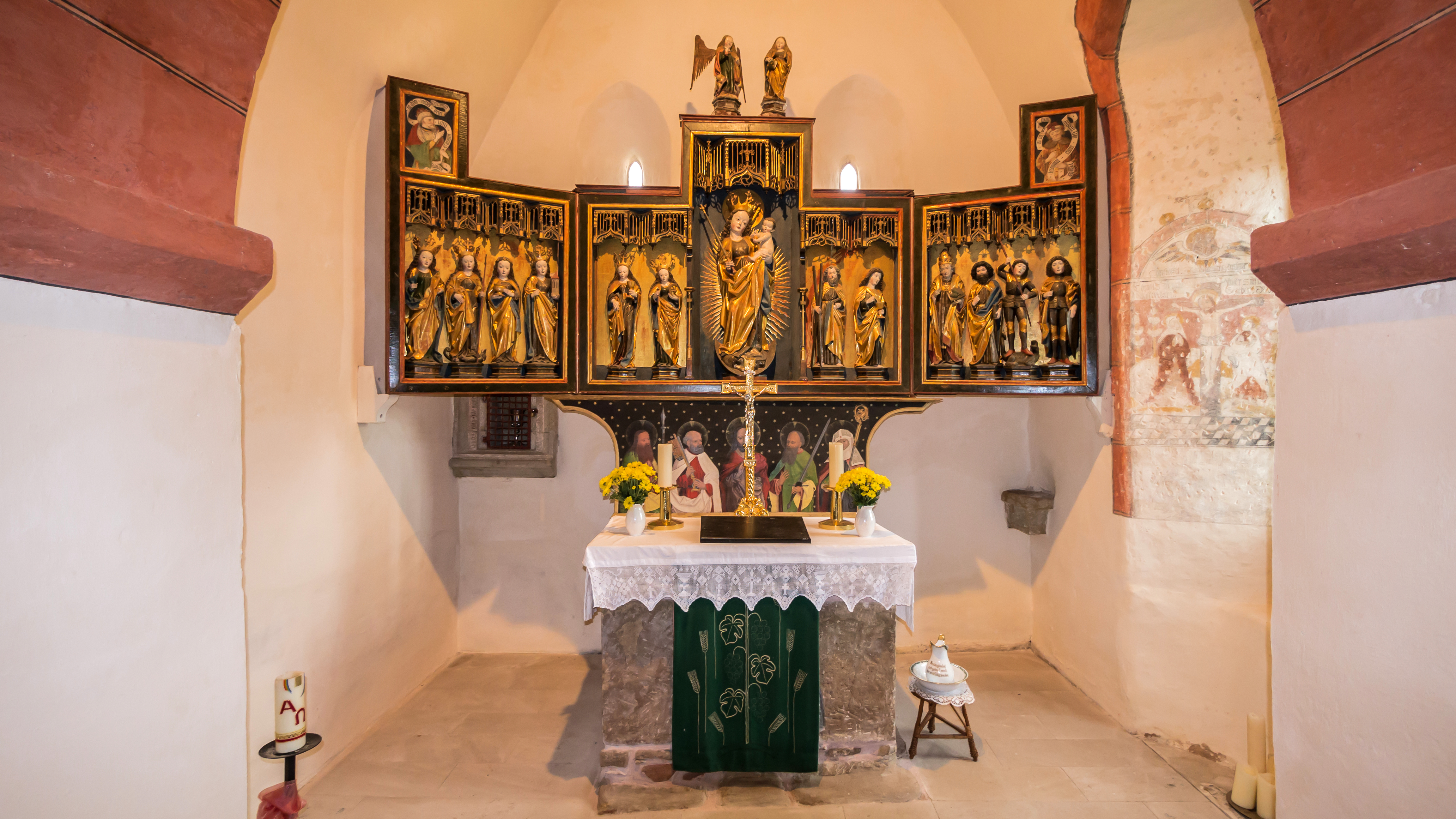
Altaar
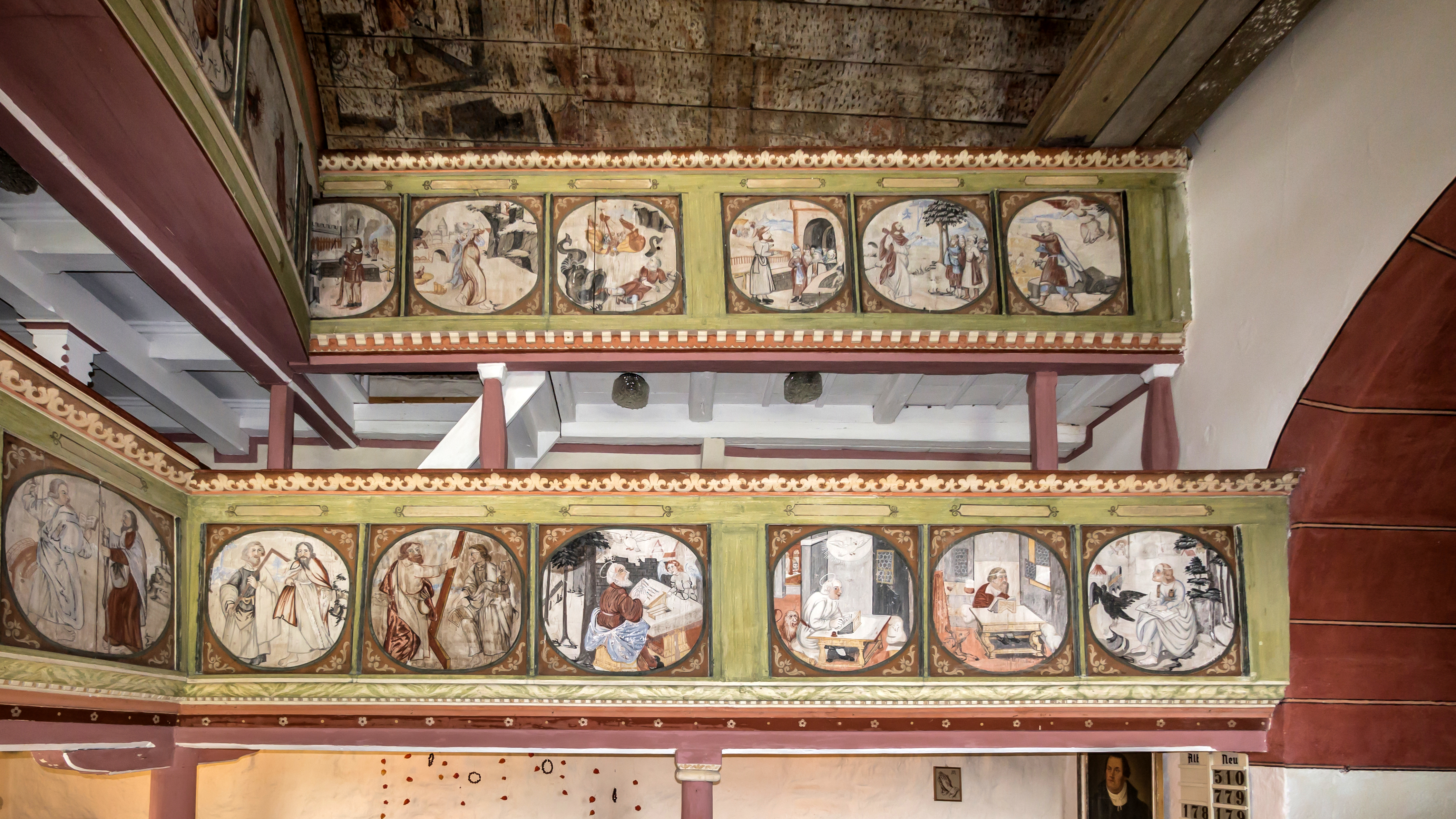
Galerijen
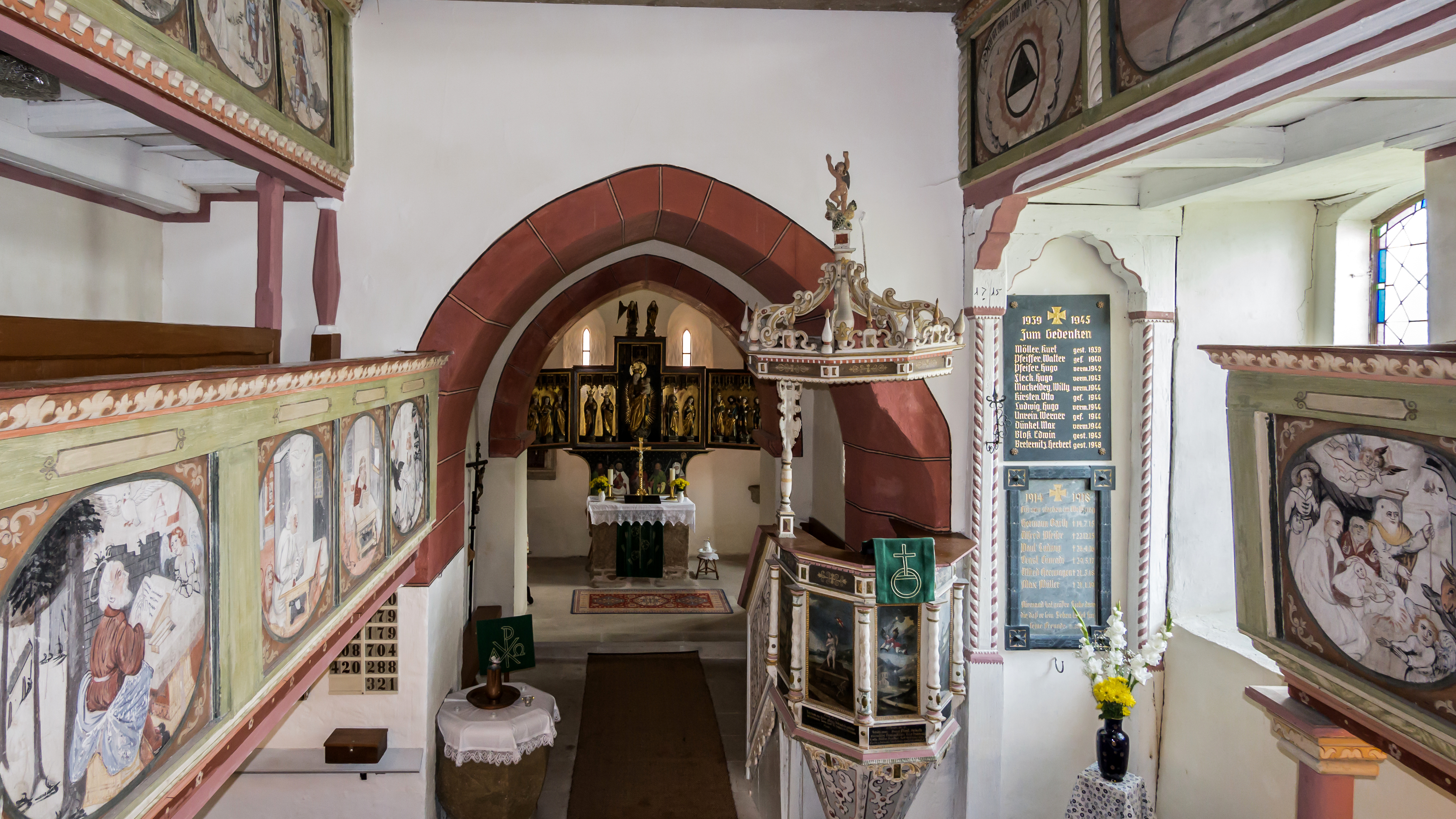
Interieur
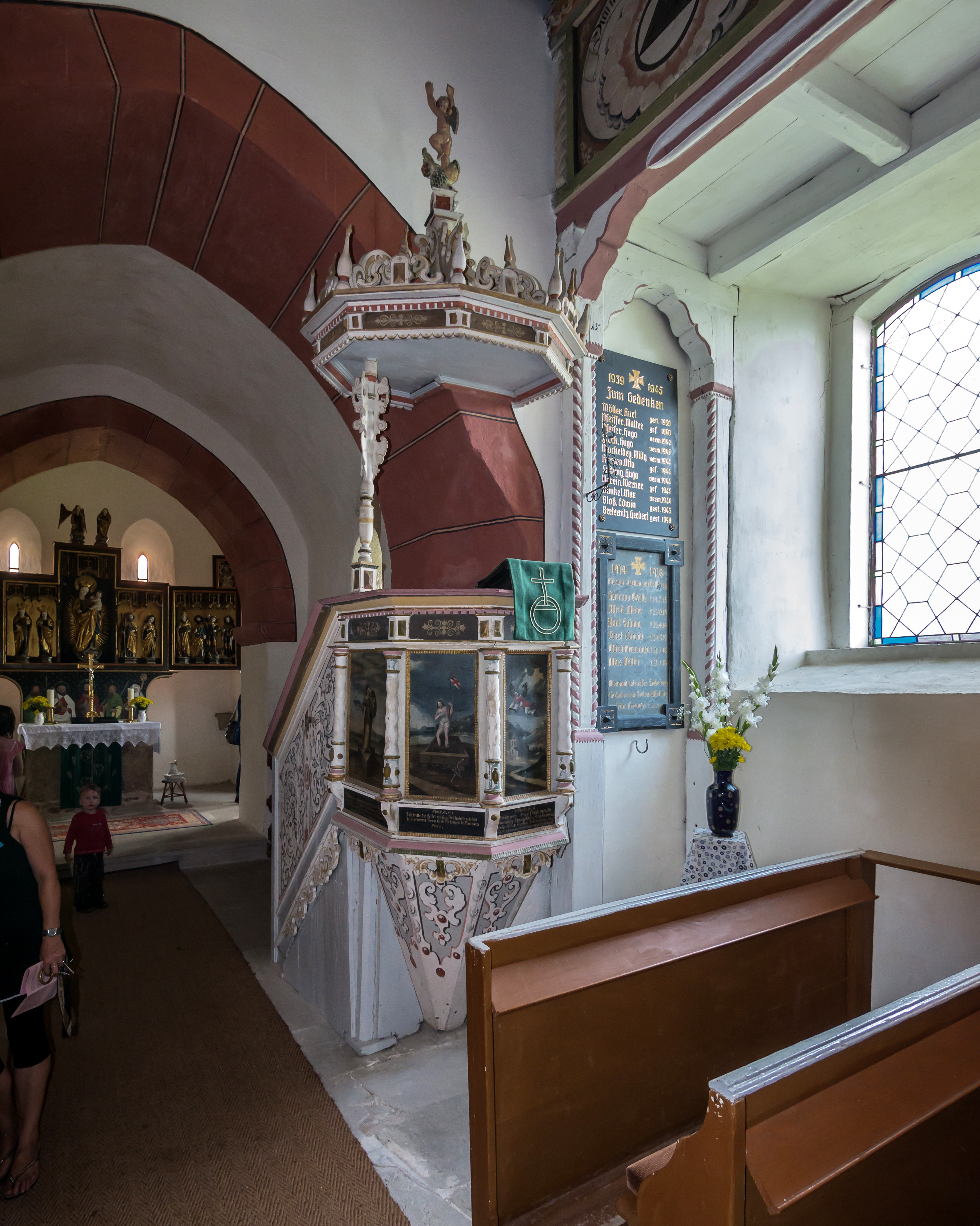
Kansel
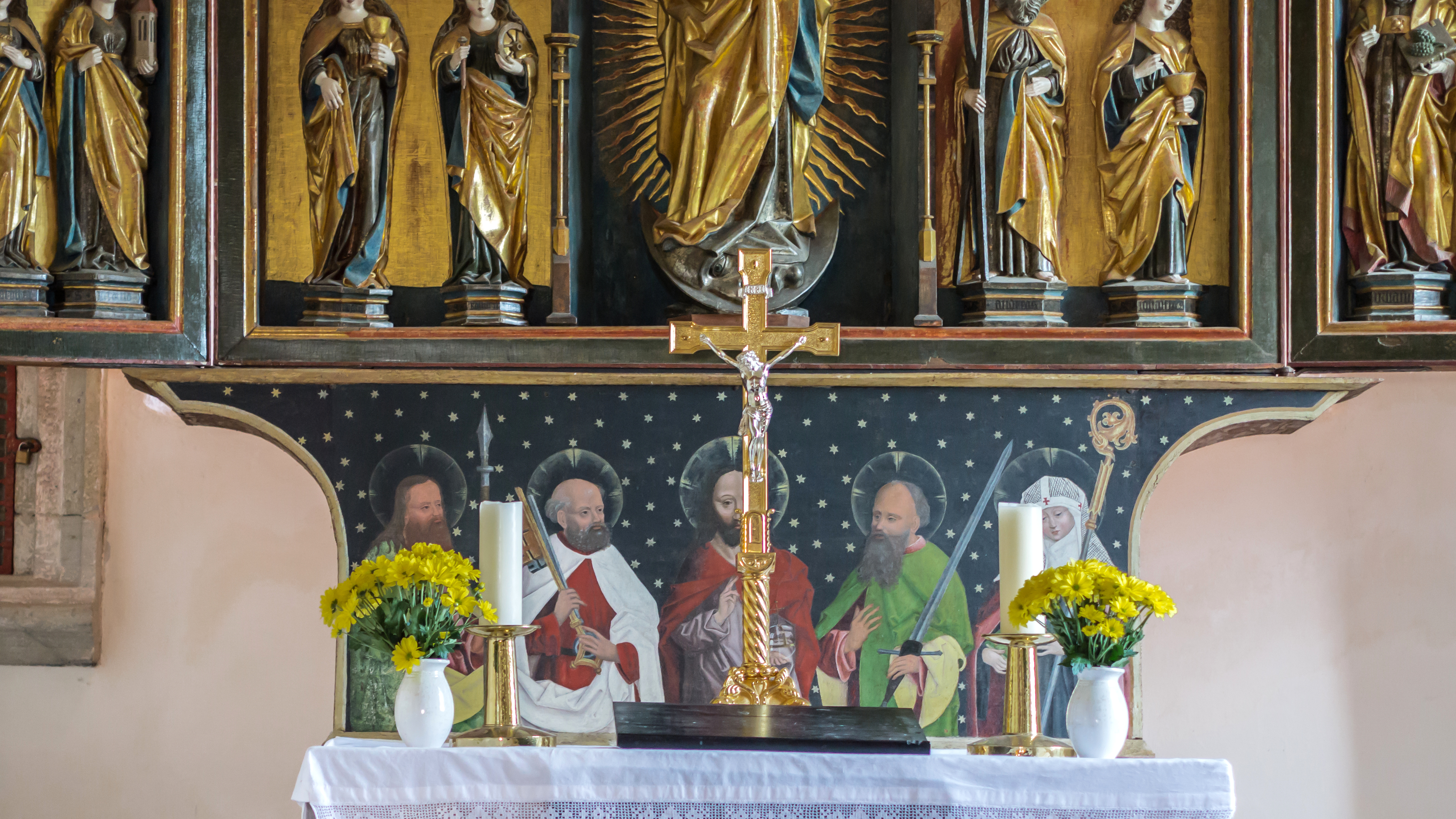
Predella van het altaarretabel
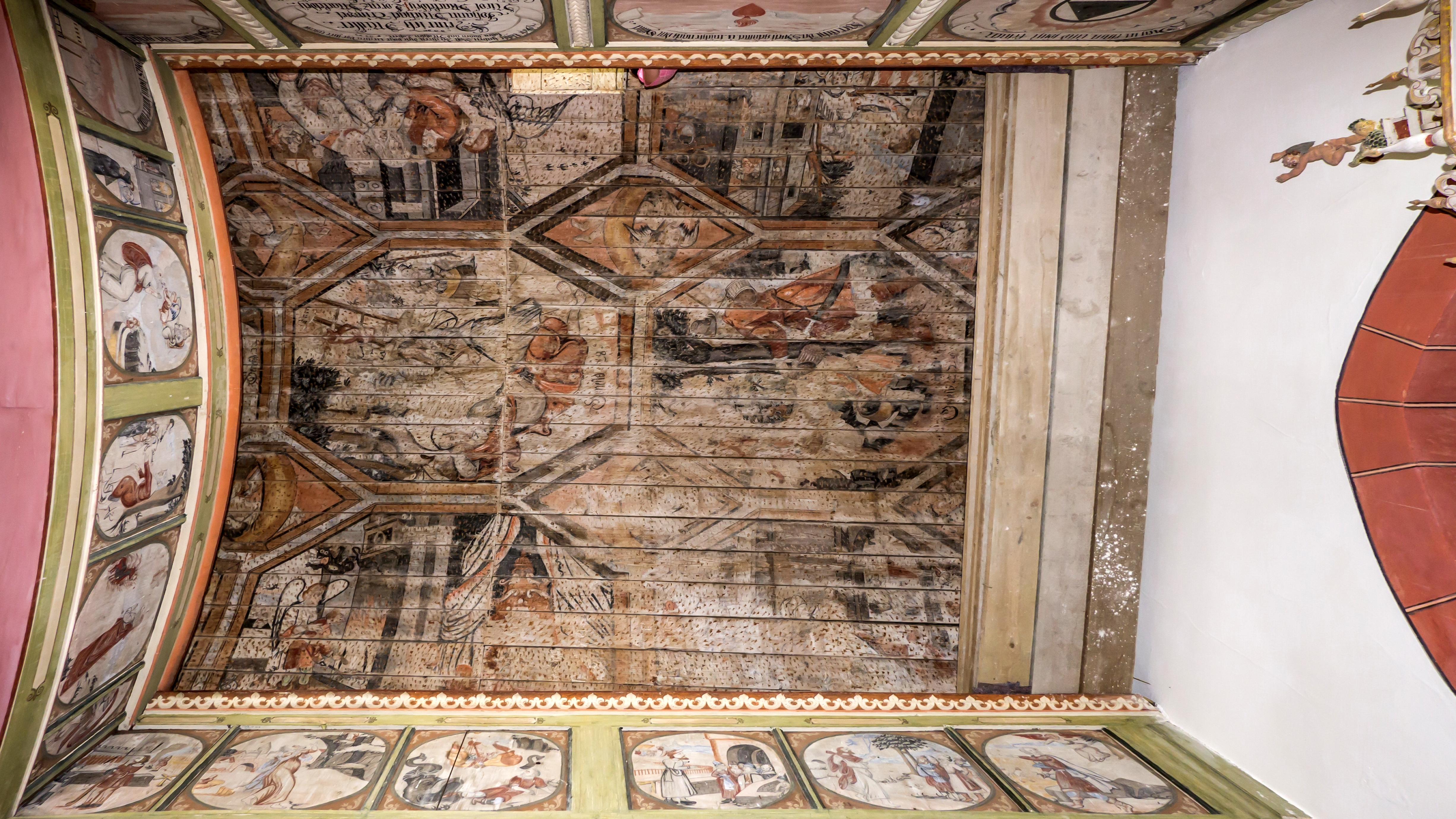
Tongewelf